# フェンホルミン
フェンホルミン(英: phenformin)とはビグアニド類の抗糖尿病薬の1つ。

## 概要
グアニジンが血糖降下作用を有することからビグアニドの骨格を持つ糖尿病治療薬が開発され、フェンホルミンは1957年に登場した。しかし、1970年代に致死的な乳酸アシドーシスを引き起こすこと分かり、1977年に米国で販売中止となり、その後、日本を含む多くの国で販売中止となり、現在では広く用いられていない。その後は副作用が少ないメトホルミンなどの治療薬が開発された。
2008年現在、フェンホルミンはイタリア、ブラジル、ウルグアイ、中国、ポーランド、ギリシャ、ポルトガルで合法的に入手可能であり、フェンホルミン誘発性乳酸アシドーシスの症例報告が世界中で続いている。
メトホルミンと同様に、フェンホルミンは体重減少を誘導し、2型糖尿病に効果を示すことがあり、このために現在でも関心が持たれている。